# Paul Steiner
Pour les articles homonymes, voir Steiner.
Paul Steiner est un footballeur allemand né le 23 juin 1957 à Waldbrunn, dans le Bade-Wurtemberg. Il évoluait au poste de défenseur.
Pilier de la défense du FC Cologne dans les années 1980, Paul Steiner a fait partie de l'équipe d'Allemagne qui a remporté la Coupe du monde en 1990. Il n'a disputé aucun match du tournoi. Il n'a connu qu'une sélection avec la Mannschaft, à presque 33 ans, contre le Danemark. Lors de cette unique cape, à quelques mois de la Coupe du monde 1990, il n'a joué qu'une mi-temps.
Lors de sa carrière professionnelle qui s'est étalé de 1975 à 1991, il n'a remporté qu'une Coupe d'Allemagne en 1983 avec le FC Cologne.

## Carrière
- 1975-1979 : Waldhof Mannheim  Allemagne
- 1979-1981 : MSV Duisbourg  Allemagne
- 1981-1991 : FC Cologne  Allemagne
- 349 matchs de Bundesliga, 27 buts.